# Baillé

Baillé este o comună în departamentul Ille-et-Vilaine, Franța. În 1 ianuarie 2018 avea o populație de 279 de locuitori.